# Vimala Pons
Vimala Pons (Kerala, 15 de marzo de 1983) es una actriz, música y malabarista francesa de ascendencia india. Durante su carrera ha actuado en cine, televisión, teatro y circo. Entre sus películas más notables se encuentran The Rendez-Vous of Deja-Vu (2013), Law of the Jungle (2016), Elle (2016) y Los jóvenes salvajes (2017).

## Trayectoria
Creció en Kerala, India.Practicó karate y tenis como atleta de élite, y luego estudió música, especializándose en guitarra clásica y clarinete. Se formó en la escuela Cours Florent y más tarde estudió interpretación en el Conservatoire national supérieur d'art dramatique. Se inició en el cine con pequeños papeles y en 2009 actuó en la película La Sainte-Victoire. En 2010 trabajó en el primer cortometraje de Baya Kasmi J'aurais pu être une pute, junto a Bruno Podalydès.Ha trabajado con los directores de cine Paul Verhoeven, Christophe Honoré, Benoît Jacquot, Alain Resnais, Philippe Garrel y Jacques Rivette.
Estudió circo en el Centre National des Arts du Cirque, y como artista circense ha actuado y producido espectáculos como De nos jours [Notes on the Circus] con el Ivan Mosjoukine Collective en 2013, y Grande junto a Tsirihaka Harrivel estrenado en 2016. Participó también como parte del equipo de mirada externa del espectáculo Super Sunday de la Race Horse Company de Finlandia, que se presentó en 2014 en el Teatro Circo Price de Madrid.En 2021 estrenó Le Périmètre de Denver, una obra que incluye números de malabares, música y actuación en solitario de su propia creación.
Publicó en 2020, Mémoires de l'Homme Fente, un audiolibro con el sello independiente. En 2022, escribió Eusapia Klane una ficción sonora en forma de EP, cuya parte instrumental corresponde a la música al espectáculo Le Périmètre de Denver. En 2023 se estrenó su primer vídeo musical Feux Follets, para el músico Flavien Berger.
En 2023, Pons obtuvo una residencia de Villa Belleville dónde realizó un proyecto de exposición, en colaboración con la fotógrafa Nhu Xuan Hua, llamado HOUSE.Este mismo año, se exhibió en el Festival de Cannes, la película de Stéphan Castang: Vincent doit mourir, que protagoniza Karim Leklou junto a Pons.

## Filmografía

### Cine
| Año  | Película                            | Papel           | Notas |
| ---- | ----------------------------------- | --------------- | ----- |
| 2006 | Locked Out                          |                 |       |
| 2006 | President                           | Brown Mistress  |       |
| 2007 | Eden Log                            | La botánica     |       |
| 2009 | El último verano                    | Barbara         |       |
| 2009 | Bazar                               | Marina          |       |
| 2009 | Bitter Victory                      | Anaïs Cluzel    |       |
| 2011 | Mangrove                            | Esposa          |       |
| 2012 | Granny's Funeral                    | Berthe Jeune    |       |
| 2012 | You Ain't Seen Nothin' Yet          | Eurydice        |       |
| 2013 | The Rendez-Vous of Déjà-Vu          | Truquette       |       |
| 2014 | Métamorphoses                       | Atalante        |       |
| 2014 | La odisea de Alice                  | Sarah           |       |
| 2014 | 40-Love                             | Sylvie          |       |
| 2014 | Vincent                             | Lucie           |       |
| 2015 | The Sweet Escape                    | Mila            |       |
| 2015 | I'm All Yours                       | Hanna Belkacem  |       |
| 2015 | The Very Private Life of Mister Sim | Poppy           |       |
| 2015 | In the Shadow of Women              | Lisa            |       |
| 2016 | Marie and the Misfits               | Marie Andrieu   |       |
| 2016 | Elle                                | Hélène          |       |
| 2016 | Struggle for Life                   | Tarzan          |       |
| 2017 | Los jóvenes salvajes                | Jean-Louis      |       |
| 2018 | Bécassine                           | Marie Quillouch |       |
| 2020 | Comment Je Suis Devenu Super-Héros  | Schaltzmann     |       |
| 2022 | Pequeña Flor                        |                 |       |
| 2023 | Vincent doit mourir                 |                 |       |

### Cortometrajes
| Año  | Película                        | Papel        | Notas |
| ---- | ------------------------------- | ------------ | ----- |
| 2003 | Le Blanc des yeux               |              |       |
| 2010 | J'aurais pu être une pute       | Mina         |       |
| 2014 | L'Homme qui avait perdu la tête | La psicóloga |       |

### Televisión
| Año  | Programa          | Papel                          | Notas  |
| ---- | ----------------- | ------------------------------ | ------ |
| 2006 | Gaspard le bandit | Magali                         | Movie  |
| 2008 | Nicolas Le Floch  | La duquesa María de Langremont | Series |